# Thymosopha antileuca
Thymosopha antileuca är en fjärilsart som beskrevs av Edward Meyrick 1914. Thymosopha antileuca ingår i släktet Thymosopha och familjen stävmalar. Inga underarter finns listade i Catalogue of Life.